# Memoriał Vasji Pirca
Memoriał Vasji Pirca – rozgrywany w Słowenii od roku 1981 międzynarodowy turniej szachowy poświęcony pamięci arcymistrza z tego kraju, Vasji Pirca.
Prawie wszystkie turnieje odbyły się systemem kołowym z udziałem od 10 do 14 zawodników. Wyjątkiem były lata 2000 (w którym zawody rozegrano systemem pucharowym w obsadzie 8-osobowej) oraz 2006 (zawody rozegrano systemem szwajcarskim). Pierwszy memoriał zorganizowany został w Lublanie, natomiast pozostałe - w Mariborze. W pierwszej edycji jedyny raz w historii w turnieju wystąpił polski szachista, Aleksander Sznapik, zajmując III miejsce. Rekordzistą memoriałów (pod względem najwyższego procentowego wyniku) jest Zdenko Kożul, który w roku 2003 zwyciężył zdobywając 8 pkt w 9 partiach (88,9%). Jest on również jedynym szachistą, który na swoim koncie posiada trzy memoriałowe zwycięstwa.

## Zwycięzcy memoriałów
| Lp | Rok  | Zwycięzcy      |
| -- | ---- | -------------- |
| 1  | 1981 | Stefan Djurić  |
| 2  | 1985 | Laszlo Hazai   |
| 3  | 1987 | Juraj Nikolac  |
| 4  | 1989 | Walentin Łukow |
| 5  | 1990 | Ivan Sokolov   |
| 6  | 1993 | Georg Mohr     |
| 7  | 1994 | Zdenko Kożul   |
| 8  | 1996 | Gyula Sax      |
| 9  | 1998 | Dražen Sermek  |
| 10 | 2000 | Zdenko Kożul   |
| 11 | 2003 | Zdenko Kożul   |
| 12 | 2004 | Tadej Sakelšek |
| 13 | 2006 | Robert Markuš  |